# Arnes Nachlaß
Arnes Nachlaß ist ein Roman von Siegfried Lenz. Das Buch erschien 1999 im Verlag Hoffmann und Campe, Hamburg.

## Handlung
Arne Hellmer wird im Alter von zwölf Jahren als Pflegekind in Hamburg von der Familie eines Freundes seines Vaters aufgenommen, nachdem er als Einziger den erweiterten Suizid seines Vaters überlebt hat.
Arne erweist sich als ein scheuer, in sich gekehrter Junge, der kaum die üblichen Interessen seines Alters zeigt, dafür aber eine erstaunliche Intelligenz, sprachliche Hochbegabung (Arne lernt autodidaktisch Finnisch) sowie ein fotografisches Gedächtnis besitzt. Er ist jedoch psychisch kaum belastbar und neigt zu Halluzinationen.
Der fünf Jahre ältere Hans teilt sein Zimmer zwei Jahre lang mit Arne, den er von Anfang an gernhat. Zwischen diesen beiden Jungen wächst eine Freundschaft, doch Hans’ jüngere Geschwister Lars und Wiebke sowie deren Freunde begegnen dem in ihren Augen fremdartigen Arne von Anfang an mit Ablehnung und schikanieren ihn teilweise sogar offen, was für Arne umso schmerzhafter ist, als er sich zu Wiebke stark hingezogen fühlt.
Obwohl Arne gute Pläne für sein Leben hat, trifft ihn insbesondere Wiebkes Ablehnung so stark, dass sein Weiterkommen darunter leidet. Seine anfangs herausragenden schulischen Leistungen sinken unter den Durchschnitt. Immer wieder versucht er, die Akzeptanz der Gruppe um Wiebke und Lars zu erringen, scheitert jedoch fortwährend an seiner sozialen Naivität und Verletzbarkeit. 
Als diese Gruppe ihn eines Tages überraschend doch aufnimmt, bemerkt Arne zu spät, dass er lediglich für einen geplanten Diebstahl im Unternehmen seines Pflegevaters ausgenutzt wird. Dieser begegnet am Tag nach der Tat dem zerknirschten Arne, der alles gesteht, zwar wohlwollend, aber gleich darauf muss Arne erfahren, dass die ersehnten Freunde ihm nun vollends den Rücken kehren. Jäh entschlossen setzt er sich in ein Boot und rudert auf die Elbe hinaus. Hans, der ihm wenig später, Böses ahnend, folgt, findet nur das leere Boot. Arne ist spurlos verschwunden, sein Schicksal wird im Roman nicht geklärt. 
In der Rahmenhandlung packt Hans, der Ich-Erzähler des Romans, einen Monat nach Arnes Verschwinden dessen Habseligkeiten zusammen. Jedes Stück weckt dabei in ihm eine neue Erinnerung an Arnes vielschichtige, rätselhafte Persönlichkeit und an gemeinsam Erlebtes. Diese Erinnerungen, jeweils in imaginärem Dialog mit Arne besprochen, bilden sowohl Hans’ Trauerarbeit als auch die eigentliche Romanhandlung. 
Am Schluss des Buches bricht endlich auch in Lars eine späte Reue durch: Er packt Arnes Nachlass, den Hans gerade fertig zusammengeräumt hat, wieder aus und stellt die Dinge zurück an ihren Platz, als ihm klar wird, wie sehr Arne auch ihm fehlt. Der Schmerz über das leere Zimmer verbindet die beiden Brüder schließlich.

## Verfilmung
Der Roman wurde 2012 von Thorsten Schmidt für die ARD verfilmt, mit Jan Fedder als Harald und Max Hegewald in der Rolle des Arne Hellmer.